# Irak na Letnich Igrzyskach Olimpijskich Młodzieży 2010
Irak na Letnich Igrzyskach Olimpijskich Młodzieży w Singapurze w 2010 reprezentować będzie 5 sportowców w 4 dyscyplinach.

## Skład kadry

### Pływanie
- Ahmed Salam Al-Dulaimi

### Podnoszenie ciężarów
- Mahmood Khaleel Sabaawi

### Szermierka
- Ema Hilwiyah

### Zapasy
- Sarmad Mohsin
- Adil Al-Abedi